# 普蒂拉

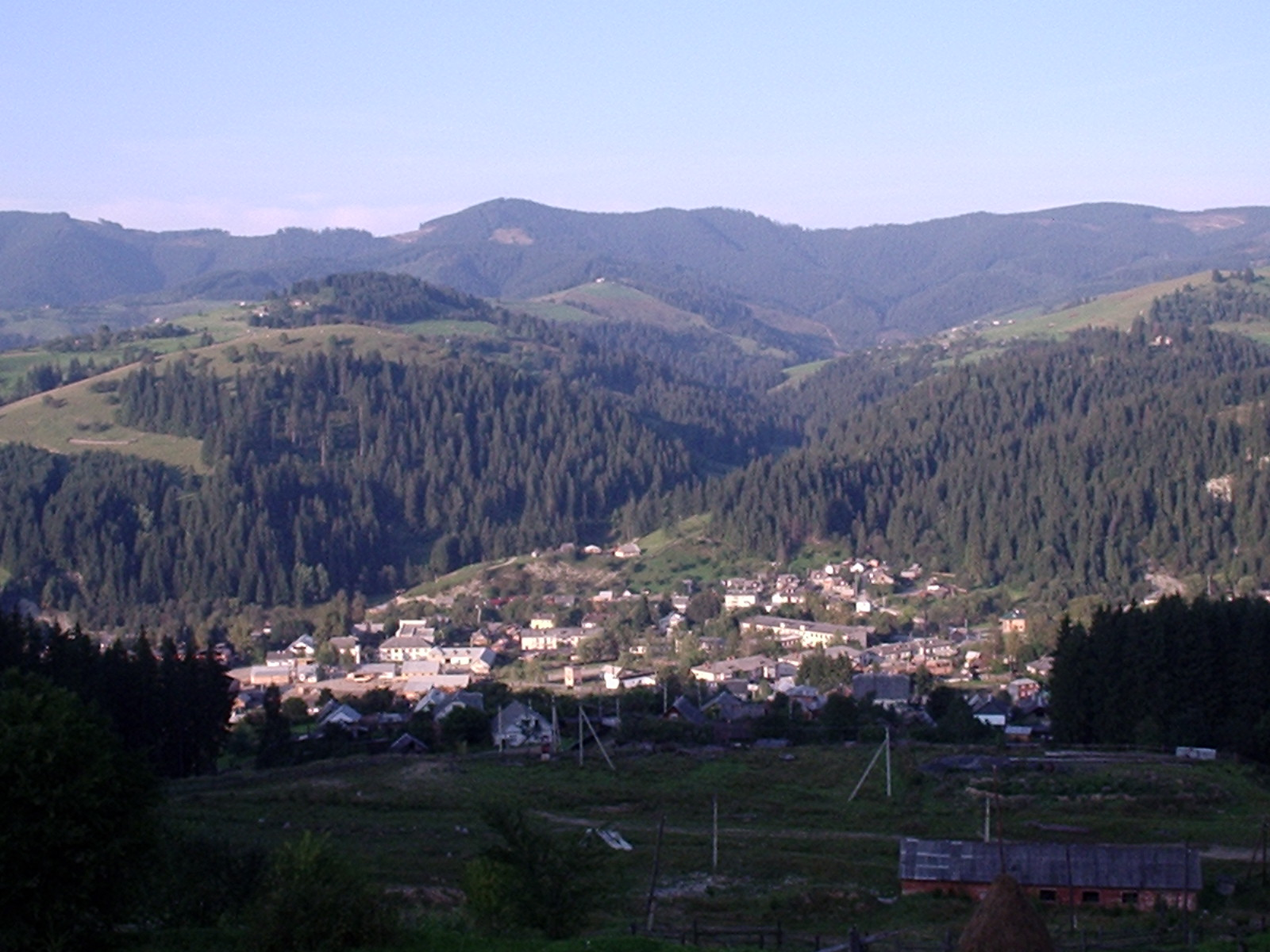

普蒂拉是烏克蘭西部切爾諾夫策州維日尼察區普蒂拉市镇内的市級鎮及其行政中心。曾是原普蒂拉區的行政中心。處於切爾諾夫策西南面70公里，始建於1501年，海拔高度628米，2011年人口3,335。